# Sparasionidae
Sparasionidae – rodzina błonkówek z infrarzędu owadziarek i nadrodziny Platygastroidea. Prawie kosmopolityczna. W zapisie kopalnym znana od kredy. Jej przedstawiciele są parazytoidami, przechodzącymi rozwój larwalny w jajach prostoskrzydłych długoczułkich.

## Morfologia
Błonkówki te osiągają 12 mm długości ciała – obejmują jednych z największych przedstawicieli nadrodziny. Ubarwienie miewają różne; pojawia się wśród nich wielobarwność, jak i kolory silnie metaliczne.
Głowa ich pozbawiona jest wcisków na czole, a zwykle także bruzd malarnych. U samicy czułki mają biczyk zbudowany z dziesięciu członów. U samca tyloidy obecne są zawsze na czwartym członie czułków, a zwykle też na członach od piątego do jedenastego.
Przedplecze nie ma szczecinek w bruździe szyjnej. Długość tarczy śródplecza zwykle podobna jest jej szerokości. Mezepisternity pozbawione są linii transepisternalnych. Wykształcone są szwy mezepimeralne. Skrzydła mogą być zanikłe lub zredukowane; jeśli występują to pierwszą ich parę cechuje żyłka radialna oddzielona wyraźną przerwą (bullą) od bardziej odsiebnego systemu żyłek, wyrastająca z żyłki submarginalnej żyłka poprzeczna r-rs wydłużona i odgięta oraz żyłka R1 osiągająca kostalny brzeg skrzydła i często powiększona, tworząca formę przypominającą pterostygmę. Odnóża przedniej pary mają po jednej ostrodze na goleniach, a pozostałych par po dwie ostrogi na tychże.
Metasoma ma tergity od pierwszego do trzeciego podobnych długości. Jej segmenty od drugiego do piątego mają punktowanie na przednich krawędziach. Laterotergity są wyraźnie wykształcone i wąskie. Charakterystyczna jest budowa pierwszego sternitu – ma on kil pośrodku i wyciągniętą przednią krawędź wchodzącą między biodra ostatniej pary.

## Ekologia i występowanie
Błonkówki te są idiobiontycznymi parazytoidami prostoskrzydłych z rodzin pasikonikowatych, śpieszkowatych i Stenopelmatidae. Ich larwy cały swój rozwój przechodzą w jaju gospodarza.
Przedstawiciele rodziny występują w krainach: nearktycznej, neotropikalnej, palearktycznej, orientalnej i etiopskiej, natomiast w krainie australijskiej znani są tylko z Nowej Zelandii. 

## Taksonomia i ewolucja
|  | \| \| Geoscelionidae \| \| \| \| \| \| Nixoniidae \| \| \| \| |
|  |                                                               |
|  | Sparasionidae                                                 |
|  |                                                               |
|  | Geoscelionidae                                                |
|  |                                                               |
|  | Nixoniidae                                                    |
|  |                                                               |

|  | Geoscelionidae |
|  |                |
|  | Nixoniidae     |
|  |                |

|  | Neuroscelionidae                                                 |
|  |                                                                  |
|  | \| \| Janzanellidae \| \| \| \| \| \| Platygastridae \| \| \| \| |
|  |                                                                  |
|  | Janzanellidae                                                    |
|  |                                                                  |
|  | Platygastridae                                                   |
|  |                                                                  |

|  | Janzanellidae  |
|  |                |
|  | Platygastridae |
|  |                |

|  | Neuroscelionidae                                                 |
|  |                                                                  |
|  | \| \| Janzanellidae \| \| \| \| \| \| Platygastridae \| \| \| \| |
|  |                                                                  |
|  | Janzanellidae                                                    |
|  |                                                                  |
|  | Platygastridae                                                   |
|  |                                                                  |

|  | Janzanellidae  |
|  |                |
|  | Platygastridae |
|  |                |

|  | \| \| Geoscelionidae \| \| \| \| \| \| Nixoniidae \| \| \| \| |
|  |                                                               |
|  | Sparasionidae                                                 |
|  |                                                               |
|  | Geoscelionidae                                                |
|  |                                                               |
|  | Nixoniidae                                                    |
|  |                                                               |

|  | Geoscelionidae |
|  |                |
|  | Nixoniidae     |
|  |                |

|  | Neuroscelionidae                                                 |
|  |                                                                  |
|  | \| \| Janzanellidae \| \| \| \| \| \| Platygastridae \| \| \| \| |
|  |                                                                  |
|  | Janzanellidae                                                    |
|  |                                                                  |
|  | Platygastridae                                                   |
|  |                                                                  |

|  | Janzanellidae  |
|  |                |
|  | Platygastridae |
|  |                |

|  | Neuroscelionidae                                                 |
|  |                                                                  |
|  | \| \| Janzanellidae \| \| \| \| \| \| Platygastridae \| \| \| \| |
|  |                                                                  |
|  | Janzanellidae                                                    |
|  |                                                                  |
|  | Platygastridae                                                   |
|  |                                                                  |

|  | Janzanellidae  |
|  |                |
|  | Platygastridae |
|  |                |

|  | Sparasionidae (partim)                                        |
|  |                                                               |
|  | \| \| Geoscelionidae \| \| \| \| \| \| Nixoniidae \| \| \| \| |
|  |                                                               |
|  | Geoscelionidae                                                |
|  |                                                               |
|  | Nixoniidae                                                    |
|  |                                                               |

|  | Geoscelionidae |
|  |                |
|  | Nixoniidae     |
|  |                |

|  | Neuroscelionidae                                                 |
|  |                                                                  |
|  | \| \| Janzanellidae \| \| \| \| \| \| Platygastridae \| \| \| \| |
|  |                                                                  |
|  | Janzanellidae                                                    |
|  |                                                                  |
|  | Platygastridae                                                   |
|  |                                                                  |

|  | Janzanellidae  |
|  |                |
|  | Platygastridae |
|  |                |

|  | Sparasionidae (partim) |
|  |                        |
|  | Scelionidae            |
|  |                        |

|  | Neuroscelionidae                                                 |
|  |                                                                  |
|  | \| \| Janzanellidae \| \| \| \| \| \| Platygastridae \| \| \| \| |
|  |                                                                  |
|  | Janzanellidae                                                    |
|  |                                                                  |
|  | Platygastridae                                                   |
|  |                                                                  |

|  | Janzanellidae  |
|  |                |
|  | Platygastridae |
|  |                |

|  | Sparasionidae (partim) |
|  |                        |
|  | Scelionidae            |
|  |                        |

|  | Sparasionidae (partim)                                        |
|  |                                                               |
|  | \| \| Geoscelionidae \| \| \| \| \| \| Nixoniidae \| \| \| \| |
|  |                                                               |
|  | Geoscelionidae                                                |
|  |                                                               |
|  | Nixoniidae                                                    |
|  |                                                               |

|  | Geoscelionidae |
|  |                |
|  | Nixoniidae     |
|  |                |

|  | Neuroscelionidae                                                 |
|  |                                                                  |
|  | \| \| Janzanellidae \| \| \| \| \| \| Platygastridae \| \| \| \| |
|  |                                                                  |
|  | Janzanellidae                                                    |
|  |                                                                  |
|  | Platygastridae                                                   |
|  |                                                                  |

|  | Janzanellidae  |
|  |                |
|  | Platygastridae |
|  |                |

|  | Sparasionidae (partim) |
|  |                        |
|  | Scelionidae            |
|  |                        |

|  | Neuroscelionidae                                                 |
|  |                                                                  |
|  | \| \| Janzanellidae \| \| \| \| \| \| Platygastridae \| \| \| \| |
|  |                                                                  |
|  | Janzanellidae                                                    |
|  |                                                                  |
|  | Platygastridae                                                   |
|  |                                                                  |

|  | Janzanellidae  |
|  |                |
|  | Platygastridae |
|  |                |

|  | Sparasionidae (partim) |
|  |                        |
|  | Scelionidae            |
|  |                        |

|  | \| \| Neuroscelionidae \| \| \| \| \| \| Nixoniidae \| \| \| \| |
|  |                                                                 |
|  | Platygastridae                                                  |
|  |                                                                 |
|  | Neuroscelionidae                                                |
|  |                                                                 |
|  | Nixoniidae                                                      |
|  |                                                                 |

|  | Neuroscelionidae |
|  |                  |
|  | Nixoniidae       |
|  |                  |

|  | Scelionidae   |
|  |               |
|  | Sparasionidae |
|  |               |

|  | \| \| Neuroscelionidae \| \| \| \| \| \| Nixoniidae \| \| \| \| |
|  |                                                                 |
|  | Platygastridae                                                  |
|  |                                                                 |
|  | Neuroscelionidae                                                |
|  |                                                                 |
|  | Nixoniidae                                                      |
|  |                                                                 |

|  | Neuroscelionidae |
|  |                  |
|  | Nixoniidae       |
|  |                  |

|  | Scelionidae   |
|  |               |
|  | Sparasionidae |
|  |               |

|  | \| \| Neuroscelionidae \| \| \| \| \| \| Nixoniidae \| \| \| \| |
|  |                                                                 |
|  | Platygastridae                                                  |
|  |                                                                 |
|  | Neuroscelionidae                                                |
|  |                                                                 |
|  | Nixoniidae                                                      |
|  |                                                                 |

|  | Neuroscelionidae |
|  |                  |
|  | Nixoniidae       |
|  |                  |

|  | Scelionidae   |
|  |               |
|  | Sparasionidae |
|  |               |

|  | \| \| Neuroscelionidae \| \| \| \| \| \| Nixoniidae \| \| \| \| |
|  |                                                                 |
|  | Platygastridae                                                  |
|  |                                                                 |
|  | Neuroscelionidae                                                |
|  |                                                                 |
|  | Nixoniidae                                                      |
|  |                                                                 |

|  | Neuroscelionidae |
|  |                  |
|  | Nixoniidae       |
|  |                  |

|  | Scelionidae   |
|  |               |
|  | Sparasionidae |
|  |               |

Takson ten wprowadzony został w 1858 roku przez Andersa Gustafa Dahlboma. W systemach stosowanych na przełomie XX i XXI wieku klasyfikowany był w randze plemienia Sparasionini w obrębie podrodziny Scelioninae i rodziny Scelionidae; rangę taką nadał mu Lubomír Masner w 1976 roku. Wyniki analizy filogenetycznej Nicholasa P. Murphyego i innych wskazały na parafiletyzm tradycyjnie ujmowanej rodziny Scelionidae – jednym z rodzajów, które należałoby wyłączyć z niej celem zachowania jej monofiletyzmu była zaliczana do Sparasionini Archaeoteleia. W związku z tym w 2012 roku Sparasionini wyniesione zostały do rangi osobnej rodziny przez Ryana McKellara i Michaela S. Engela, ale już w 2014 roku ci sami autorzy w publikacji współautorstwa Jaimego Ortegi-Blanco potraktowali ów takson jako plemię o niepewnej w obrębie Platygastroidea pozycji. W 2021 roku Chen Huayan i inni na podstawie wyników molekularno-morfologicznej analiz filogenetycznych dokonali rewizji systematyki Platygastroidea, wynosząc Sparasionini ponownie do rangi odrębnej rodziny.
Do rodziny tej zaliczanych jest sześć rodzajów:
- Archaeoteleia Masner, 1968
- †Electroteleia Brues, 1940
- Mexon Masner et Johnson, 2008
- Listron Masner et Johnson, 2008
- Sceliomorpha Ashmead, 1893
- Sparasion Latreille, 1802

W zapisie kopalnym rodzina znana jest od przełomu albu i cenomanu w kredzie – z okresu tego pochodzą inkluzje Archaeoteleia astropulvis w bursztynie birmańskim.
Chen Huayan i inni w publikacji z 2021 roku uzyskali różne pozycje Sparassionidae na drzewie rodowym nadrodziny w zależności od użytej metody. Według wyników łączonej analizy czterogenowo-morfologicznej zajmują pozycję siostrzaną względem kladu obejmującego Nixoniidae i Geoscelionidae, a te trzy rodziny tworzą razem klad siostrzany dla kladu obejmującego resztę Platygastroidea. Przy zastosowaniu wyłącznie analizy czterogenowej Archaeoteleia zajęła pozycję bazalną względem kladu obejmującego Nixoniidae i Geoscelionidae, a reszta Sparassionidae zajęła pozycję siostrzaną względem Scelionidae. W wynikach analizy filogenomicznej całe Sparassionidae zajęły pozycję siostrzaną względem Scelionidae, a tworzony przez te dwie rodziny klad zajął pozycję siostrzaną dla kladu obejmującego Platygastridae, Neuroscelionidae i Nixoniidae; w tej ostatniej analizie nie wzięły jednak udziału Geoscelionidae i Janzenellidae.